# Karl Emeryk Aleksander Reviczky von Revisnye
Carl Emmerich Aleksander, baron Reviczky von Revisnye (węg. Károly Imre Sándor Reviczky; ur. 1737, zm. 1793) – węgierski szlachcic, dyplomata austriacki, poseł austriacki w Warszawie (do 1779), ambasador w Berlinie w latach 1782–1786 i w Londynie.
W roku 1772 skłóceni z królem Czartoryscy próbowali na własną rękę nawiązać przezeń kontakt z dworem w Wiedniu i pozyskać go dla interesów familii i ojczyzny.
Sejm Rozbiorowy 1773-1775 postulowany w celu zatwierdzenia cesji terytorium Rzeczypospolitej w czasie I rozbioru Rzeczypospolitej został zwołany 19 kwietnia 1773 na wcześniejsze żądanie rosyjskiego posła nadzwyczajnego i ministra pełnomocnego Otto Magnusa von Stackelberga, posła pruskiego Gédéona Benoît i Carla Reviczky’ego.
Z pełnomocnikami króla Stanisława Augusta Poniatowskiego i Rzeczypospolitej zawarł trzy traktaty w sprawie rozbiorów: cesyjny (18 IX 1773), handlowy (16 III 1775) i zawierający różne ustalenia określające położenie ludności na ziemiach odstąpionych (16 III 1775).
Po sejmie rozbiorowym Polacy nie darzyli już wysłannika Austrii taką atencją jak wcześniej, gdy mieli nadzieję na to, iż Wiedeń obroni Polskę przed apetytami Rosji i Prus. Protesty Reviczky’ego przeciw uwięzieniu barona Karla Juliusa oskarżonego o werbunek polskich poddanych do wojska austriackiego zostały zbyte milczeniem.
W 1779 roku odwołany z Warszawy, gdzie na placówce pozostał jedynie Benedikt de Caché w stopniu Chargé d’affaires. Nowym ambasadorem w Warszawie został Franz Maria von Thugut.
Ambasador w Berlinie w latach 1782–1786, a następnie ambasador w Londynie.
Należał do najbardziej wykształconych dyplomatów austriackich. Jego olbrzymia biblioteka została sprzedana lordowi Spencer za 500 funtów. Jego dziełem były Fragmente über die Literaturgeschichte der Perser, które napisał po łacinie, a które na niemiecki przełożył Johann Friedrich Unger i wydał w Wiedniu w 1783 roku.